# Georg Andreas Sorge
Georg Andreas Sorge, född 21 mars 1703 i Mellenbach i Thüringen, död 4 april 1778 i Lobenstein i Thüringen, var en tysk musiker.
Sorge var från 1722 hov- och stadsorganist i Lobenstein. Han komponerade bland annat piano- och orgelsonater och var den förste upptäckaren av kombinationstonerna.